# Ла-Крус (Колумбия)
Ла-Крус (исп. La Cruz) — город и муниципалитет на юго-западе Колумбии, на территории департамента Нариньо. Входит в состав провинции Рио-Майо.

## История
Поселение, из которого позднее вырос город, было основано в 1535 году. Муниципалитет Ла-Крус был выделен в отдельную административную единицу 3 мая 1742 года.

## Географическое положение

Муниципалитет Ла-Крус

Город расположен в восточной части департамента, в горной местности Центральной Кордильеры, на расстоянии приблизительно 52 километров к северо-востоку от города Пасто, административного центра департамента. Абсолютная высота — 2404 метра над уровнем моря.
Муниципалитет Ла-Крус граничит на севере с территорией муниципалитета Сан-Пабло, на северо-западе — с муниципалитетом Колон, на западе — с муниципалитетом Белен, на юго-западе — с муниципалитетом Сан-Бернардо, на юге — с муниципалитетом Эль-Таблон, на востоке и северо-востоке — с территорией департамента Каука. Площадь муниципалитета составляет 235 км².

## Население
По данным Национального административного департамента статистики Колумбии, совокупная численность населения города и муниципалитета в 2024 году составляла 19 528 человек.
Динамика численности населения муниципалитета по годам:
| 2005   | 2010   | 2015   | 2020   | 2021   | 2022   | 2023   | 2024   |
| ------ | ------ | ------ | ------ | ------ | ------ | ------ | ------ |
| 17 630 | 17 992 | 18 220 | 19 067 | 19 156 | 19 286 | 19 421 | 19 528 |

Согласно данным переписи 2005 года мужчины составляли 50,8 % от населения Ла-Крусе, женщины — соответственно 49,2 %. В расовом отношении белые и метисы составляли 99,7 % от населения города; негры, мулаты и райсальцы — 0,2 %; индейцы — 0,1 %.
Уровень грамотности среди всего населения составлял 83,6 %.

## Экономика
63,5 % от общего числа городских и муниципальных предприятий составляют предприятия торговой сферы, 27,1 % — предприятия сферы обслуживания, 9 % — промышленные предприятия, 0,4 % — предприятия иных отраслей экономики.